# Zalew Radkowski
Zalew Radkowski je malá přehrada na potoku Studená (nazývaný také Červenohorský potok, polsky potok Czerwonogórski) v městečku Radków v Kladském okrese (Powiat kłodzki), v Dolnoslezském (Dolnośląskie) vojvodství (kraji). Přehrada se nachází poblíže českých hranic na hranici polského Národního parku Stolové hory (Park Narodowy Gór Stołowych).

## Další informace
Zalew Radkowski je zakončen sypanou a betonovou hrází s odtokem, využívá přírodního údolí, má rozlohu 5 ha a objem vody cca 0,02 miliónů m³. Postaven byl v 70. letech 20. století.
Přehrada slouží k rekreačním účelům, je zarybněná a nabízí pláž ke koupání, hotely a kempinky.
Z přehrady i blízkého vyhlídkového vrchu Guzowata je krásný výhled na panorama polských a českých Stolových hor.
Přibližně 600 m severozápadně od přehrady se nachází hraniční přechod pro pěší a cyklisty Studená Voda/Radków.

Pod přehradou je parkoviště a malá expozice Geopark Radków a nedaleko, po směru toku, je soutok Červenohorského potoka a potoka Pośna. 

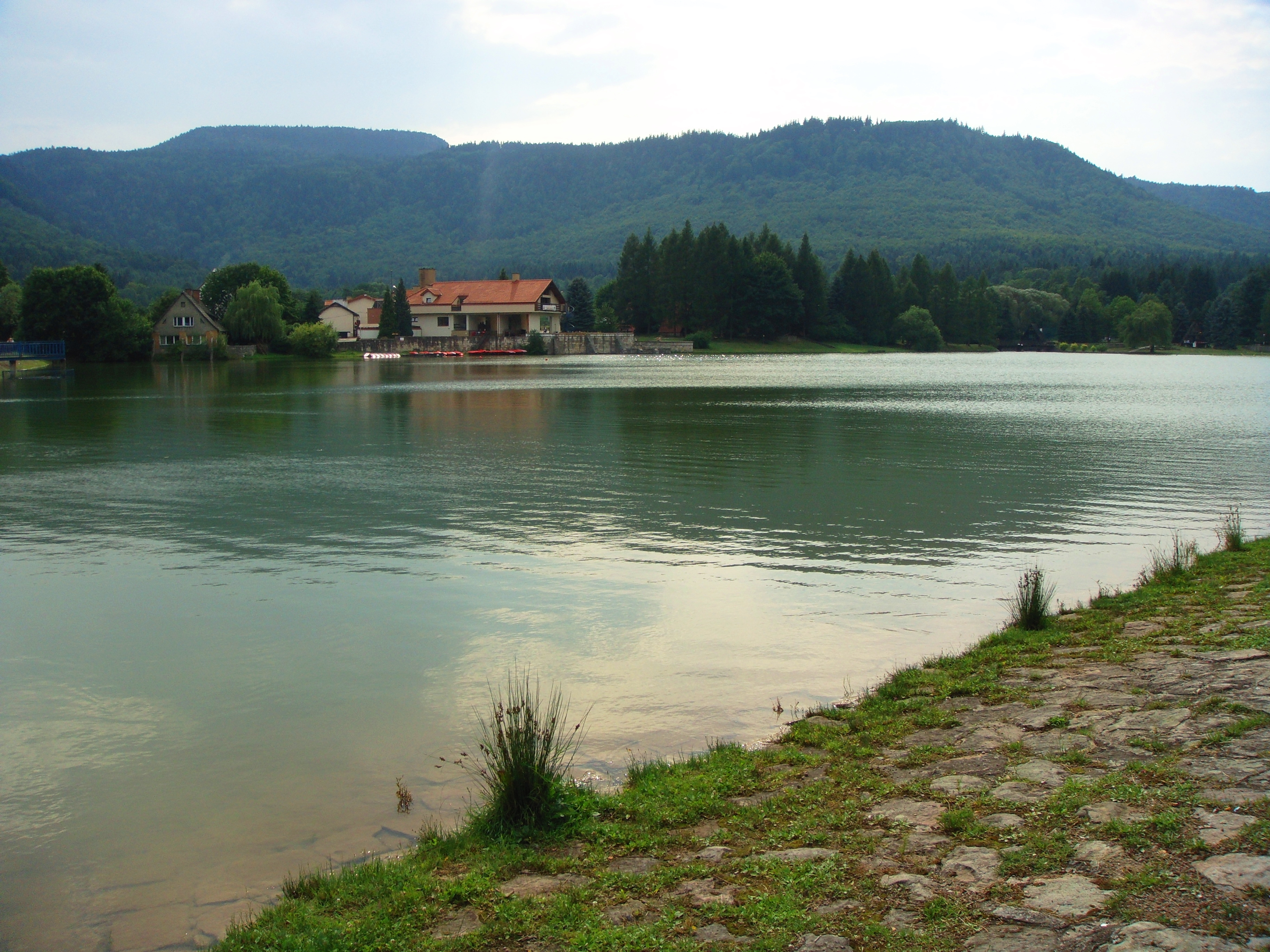
Zalew Radkowski - pohled od východu
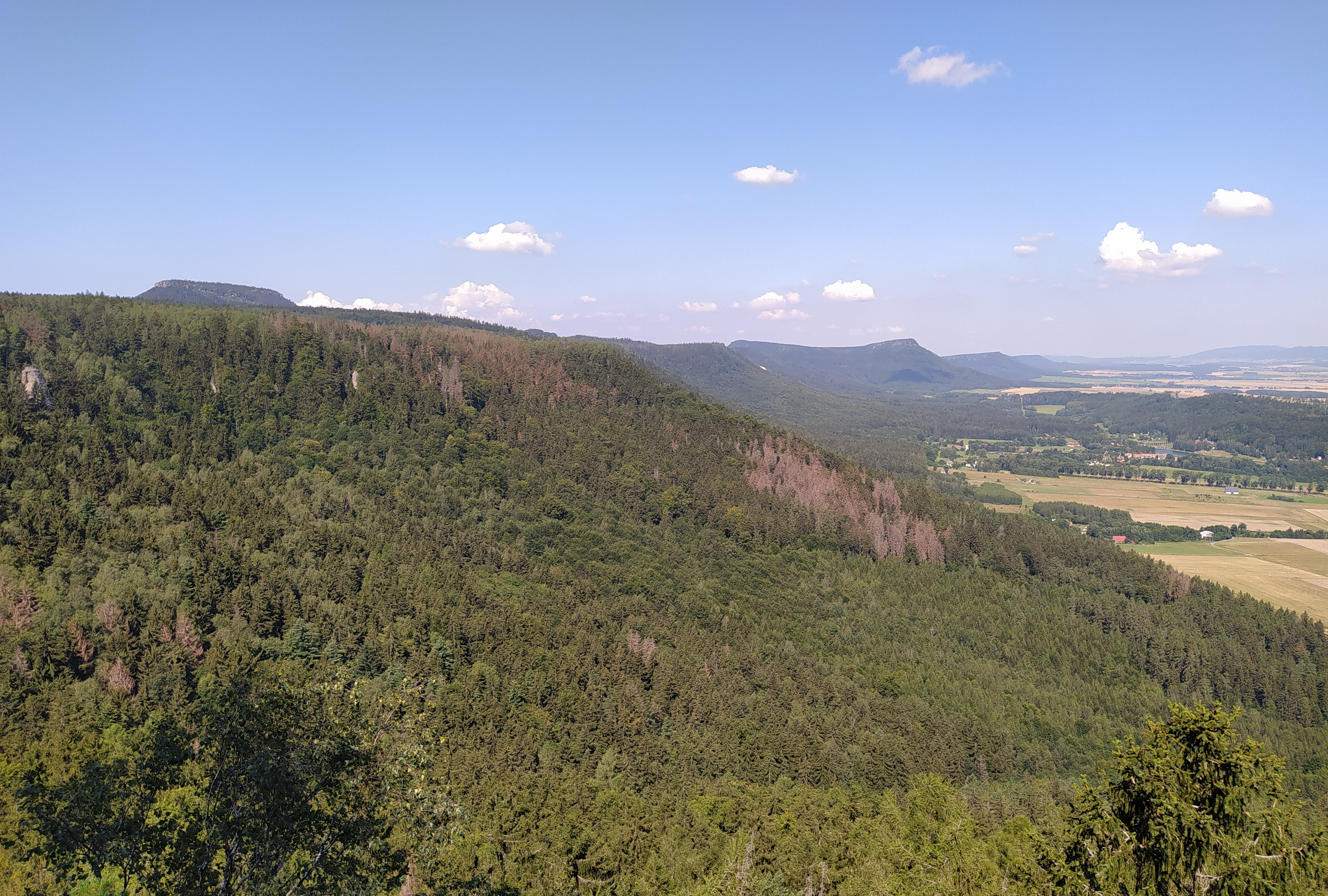
Radkowskie Skaly - pohled na Hejšovinu, Zalew Radkovski a do Čech